# Cratichneumon variegatus
Cratichneumon variegatus är en stekelart som först beskrevs av Léon Abel Provancher 1875.  Cratichneumon variegatus ingår i släktet Cratichneumon och familjen brokparasitsteklar. Inga underarter finns listade i Catalogue of Life.